# جربارة إهليلجية
جربارة إهليلجية (الاسم العلمي:Gerbera elliptica) هي نوع من النباتات تتبع جنس الجربارة من الفصيلة النجمية.